# Streblosa
Streblosa là một chi thực vật có hoa trong họ Thiến thảo (Rubiaceae).

## Loài
Chi Streblosa gồm các loài: